# Anna Świercz
Anna Katarzyna Świercz (ur. 6 lutego 1962 w Kielcach) – polska leśnik i gleboznawczyni, doktor habilitowany nauk leśnych, profesor nadzwyczajny Uniwersytetu Jana Kochanowskiego w Kielcach.

## Życiorys
Tytuł zawodowy inżyniera ogrodnictwa uzyskała w 1987 w Szkole Głównej Gospodarstwa Wiejskiego w Warszawie. W tym samym roku ukończyła studia magisterskie z zakresu biologii w Wyższej Szkole Pedagogicznej w Kielcach. W 1996 doktoryzowała się na Wydziale Leśnym SGGW w Warszawie w oparciu o pracę pt. Wpływ emisji alkalicznej na gleby i zbiorowiska roślinne borów sosnowych w „Białym Zagłębiu”. Stopień doktora habilitowanego nauk leśnych uzyskała w 2006 na Akademii Rolniczej im. Hugona Kołłątaja w Krakowie na podstawie rozprawy Analiza procesów glebowych i przekształceń roślinnych w zlokalizowanych siedliskach leśnych regionu świętokrzyskiego.
W 1987 podjęła pracę w Wyższej Szkole Pedagogicznej w Kielcach (przekształconej następnie w Akademię Świętokrzyską i Uniwersytet Jana Kochanowskiego), początkowo na stanowisku stażystki, następnie asystentki i adiunkta. W 2007 objęła stanowisko profesora nadzwyczajnego. Na kieleckiej uczelni związana z Katedrą Ochrony i Kształtowania Środowiska. W kadencji 2012–2016 była prodziekanem do spraw studenckich Wydziału Matematyczno-Przyrodniczego UJK.
W latach 1995–2004 była zastępcą przewodniczącego kieleckiego oddziału Polskiego Towarzystwa Botanicznego, została też zastępcą przewodniczącej kieleckiej sekcji Polskiego Towarzystwo Geograficznego. Członkini Kieleckiego Towarzystwa Naukowego i Sekcji Świętokrzyskiej Komitetu Zagospodarowania Ziem Górskich PAN.
Od 1983 zamężna z lekarzem i samorządowcem Grzegorzem Świerczem. Odznaczona Medalem Komisji Edukacji Narodowej (2003).

## Wybrane publikacje
- Wpływ emisji alkalicznej na gleby i bory sosnowe w „Białym Zagłębiu”. Cz. 1, Kielce 1997.
- Wpływ emisji alkalicznej na gleby i bory sosnowe w „Białym Zagłębiu”. Cz. 2, Kielce 1999.
- Analiza procesów glebowych i przekształceń roślinnych w zalkalizowanych siedliskach leśnych regionu świętokrzyskiego, Warszawa 2005.